# James Demmel
James Demmel (Pittsburgh, 19 ottobre 1955) è un matematico e informatico statunitense.

## Biografia
Nato a Pittsburgh, Demmel ha compiuto i suoi studi universitari presso il California Institute of Technology, laureandosi nel 1975 con un Bachelor in matematica.  Ha conseguito il dottorato di ricerca in informatica nel 1983 dalla UC Berkeley, sotto la supervisione di William Kahan; la sua dissertazione era intitolata A Numerical Analyst's Jordan Canonical Form. Dopo aver ricoperto per sei anni un incarico presso la New York University, si è trasferito a Berkeley nel 1990.
Demmel è noto per il suo lavoro su LAPACK, una libreria software per l'algebra lineare numerica e più in generale per la ricerca in algoritmi numerici che combinano rigore matematico con un'implementazione ad alte prestazioni. Prometheus, un risolutore di elementi finiti multigrid parallelo scritto da Demmel, Mark Adams e Robert Taylor, ha vinto il Carl Benz Award al Supercomputing 1999 e il Gordon Bell Prize per Adams e i suoi colleghi al Supercomputing 2004.
Demmel è stato eletto membro della National Academy of Engineering nel 1999, membro dell'Association for Computing Machinery nel 1999, membro dell'IEEE nel 2001, membro della SIAM nel 2009 e membro degli States National Academy of Sciences nel 2011. Demmel è stato uno dei due scienziati premiati nel 1986 con il Leslie Fox Prize for Numerical Analysis. Nel 1993, Demmel ha vinto il J.H. Wilkinson Prize in Numerical Analysis and Scientific Computing, e nel 2010 è stato il vincitore del Sidney Fernbach Award dell'IEEE "per la leadership nella scienza computazionale nella creazione di software di algebra lineare adattivo, innovativo e ad alte prestazioni". Nel 2012 è diventato membro della American Mathematical Society. Ha ricevuto l'IEEE Computer Society Charles Babbage Award nel 2013.

## Vita privata
Demmel è sposato con Katherine Yelick, che è anche un ACM Fellow e professore di ingegneria elettrica e informatica presso l'Università di Berkeley, e direttore del laboratorio associato per le scienze informatiche presso il Lawrence Berkeley National Laboratory.